# Saran, Loiret

Saran este o comună în departamentul Loiret din centrul Franței. În 1 ianuarie 2022 avea o populație de 16.866 de locuitori.